# Round Lake, Illinois
Round Lake är en ort (village) i Lake County, i delstaten Illinois, USA. Enligt United States Census Bureau har orten en folkmängd på 18 365 invånare (2011) och en landarea på 14,2 km².